# Inge Ketti
Inge Ketti (født 1. august 1923 i København, død 24. oktober 2012) var en dansk skuespillerinde.
Efter tre års elevskole på Folketeatret og Det ny Teater, debuterede Ketti på Allé Scenen i 1951 og kom året efter til Cirkusrevyen.
Fra 1956-1957 var hun knyttet til Det ny Teater og har herefter arbejdet som freelance.
Hun var gift med kollegaen Jørn Rose.
Blandt de film hun har medvirket i kan nævnes:
- Kampen mod uretten – 1949
- Dorte – 1951
- Vores fjerde far – 1951
- Familien Schmidt – 1951
- Rekrut 67 Petersen – 1952
- Sønnen – 1953
- Himlen er blå – 1954
- Bruden fra Dragstrup – 1955
- Vi som går stjernevejen – 1956
- Færgekroen – 1956
- Pigen i søgelyset – 1959
- Komtessen – 1961
- Landsbylægen – 1961
- Drømmen om det hvide slot – 1962
- Frøken April – 1963
- Slottet – 1964
- Mord for åbent tæppe – 1964
- Tandlæge på sengekanten – 1971
- Rektor på sengekanten – 1972